# Johann Jakob Schäffer

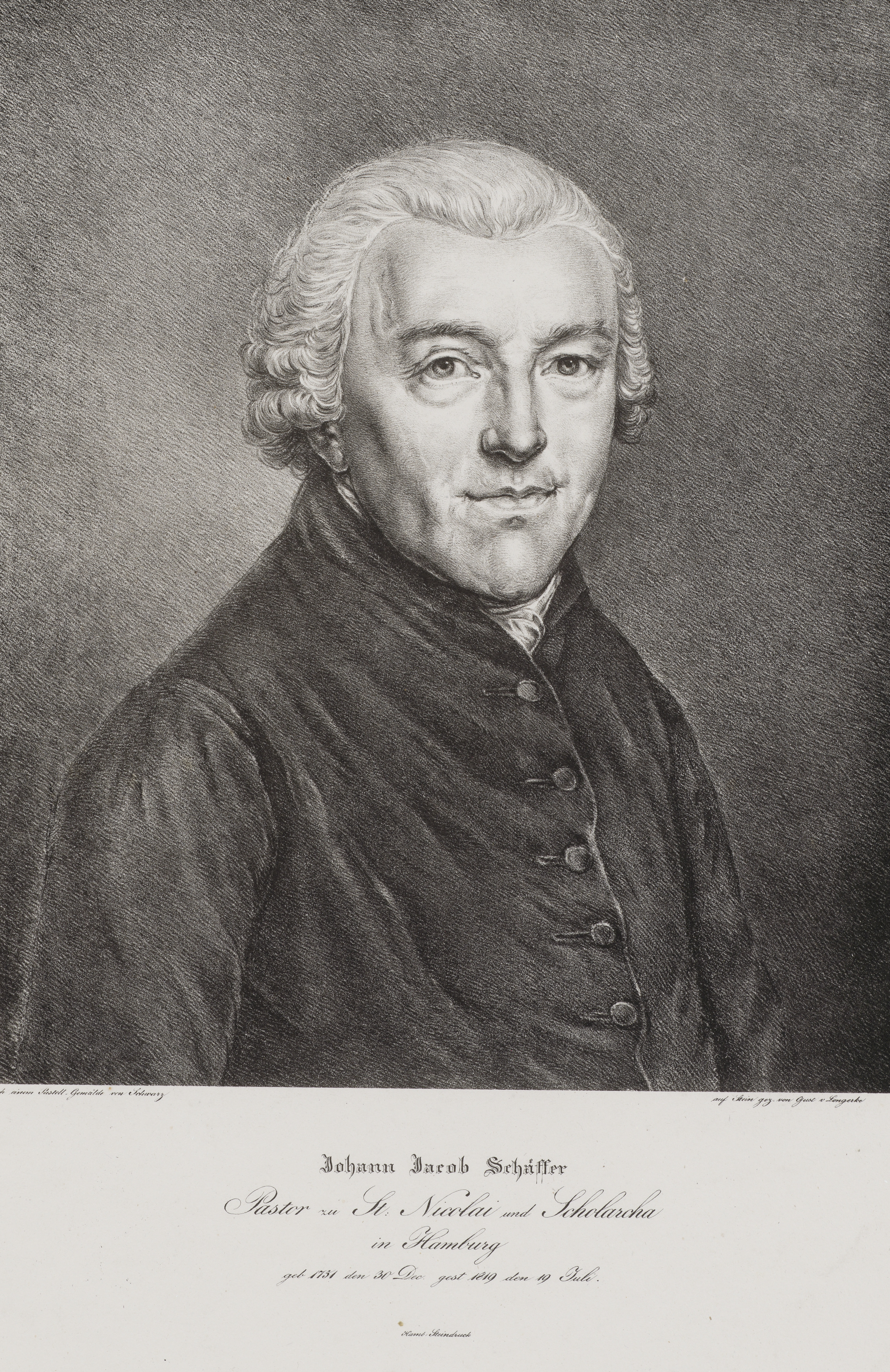
Johann Jakob Schäffer

Johann Jakob Schäffer, auch Johann Jacob Schäffer (* 30. Dezember 1751 in Hamburg; † 19. Juli 1819 ebenda) war ein deutscher evangelisch-lutherischer Geistlicher und Hauptpastor in Hamburg.

## Leben
Johann Jakob Schäffer war ein Sohn des Hamburger Kaufmanns Jacob Schäffer und dessen Ehefrau Margarethe, geb. Müller. Er besuchte die Gelehrtenschule des Johanneums und das Akademische Gymnasium und studierte ab Ostern 1771 Evangelische Theologie an der Universität Jena. Ostern 1773 wechselte er an die Universität Göttingen. 1774 wurde er nach Bene (Gut) bestandenem Examen unter die Kandidaten des Geistlichen Ministeriums aufgenommen. 1780 erhielt er seine erste Stelle als Katechet am Hamburger Spinnhaus. Am 24. April 1785 wurde er Diaconus (3. Pastor) an der Hamburger Hauptkirche St. Nikolai. Carl Philipp Emanuel Bach schrieb zu seiner Einführung die Festmusik Herr Gott, du bist unsre Zuflucht für und für (Wq 253). Am 19. Juli 1801 wurde er zum Hauptpastor erwählt. Auf seinen Antrag hin wurde er am 11. Dezember 1818 aus Gesundheitsgründen emeritiert.
Seit 1785 war er verheiratet mit Johanna, geb. Hanker.

## Werke
- Predigt-Entwürfe über die Sonn- und Festtags-Evangelien. Hamburg 1802–1807
- Predigt-Entwürfe über freigewählte biblische Sprüche. Hamburg 1808 und 1810